# Венера (мифология)

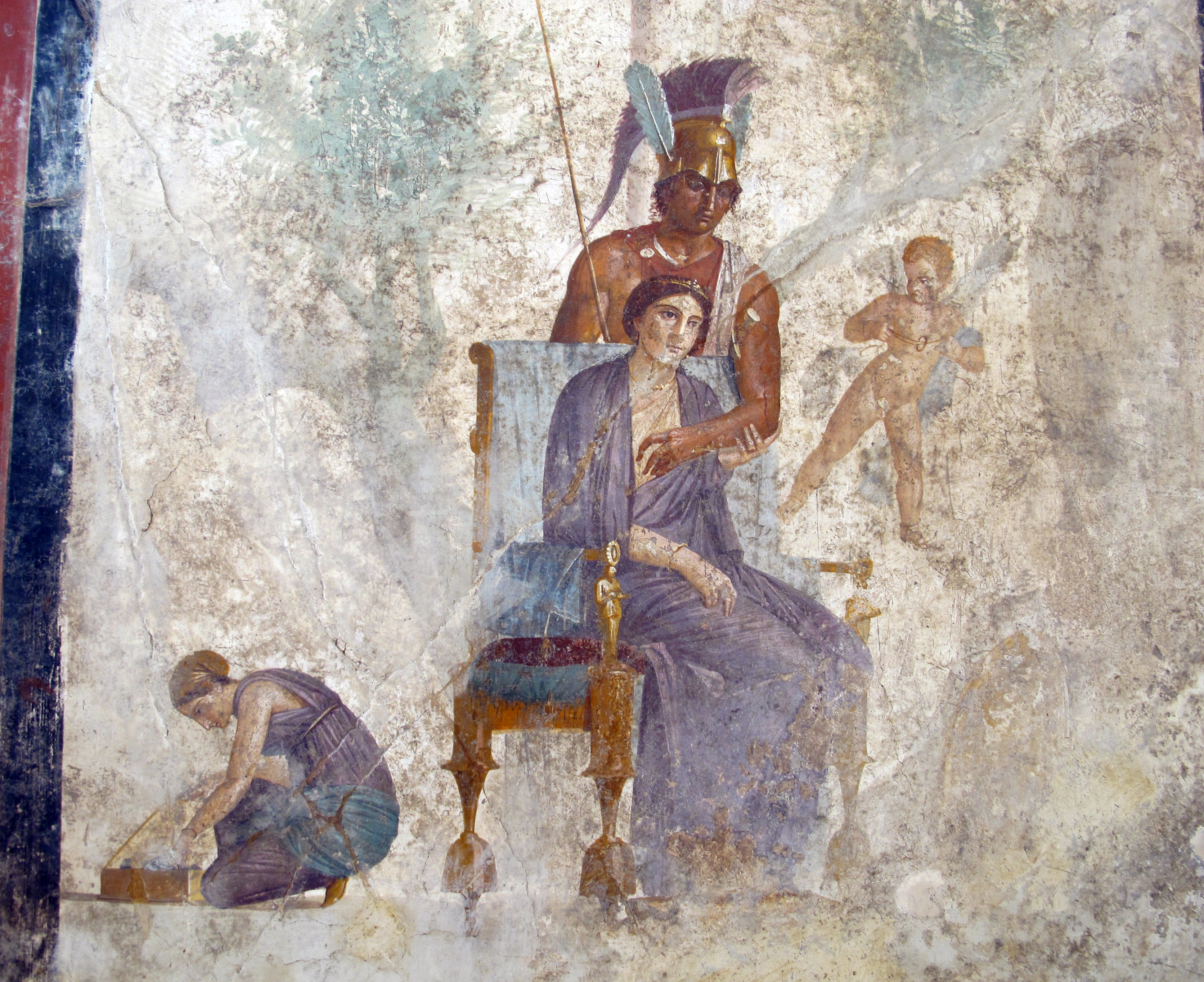
Венера и Марс, фреска из Помпей, I век нашей эры

Вене́ра (лат. venus, род. п. veneris «плотская любовь») — в римской мифологии богиня красоты, плотской любви, желания, плодородия, процветания и, согласно БСЭ, весны.
Отождествляется с древнегреческой богиней Афродитой.
В честь богини названа вторая внутренняя планета Солнечной системы Венера.

## Атрибуты
Символами богини были голубь и заяц (как знак плодовитости), из растений ей были посвящены мак, роза и мирт.

## Потомство
Венера была матерью Энея, спасшегося из осаждённой Трои и, по римской легенде, бежавшего в Италию. Считалось, что его потомки основали Рим, поэтому Венера почиталась праматерью римского народа.

## История

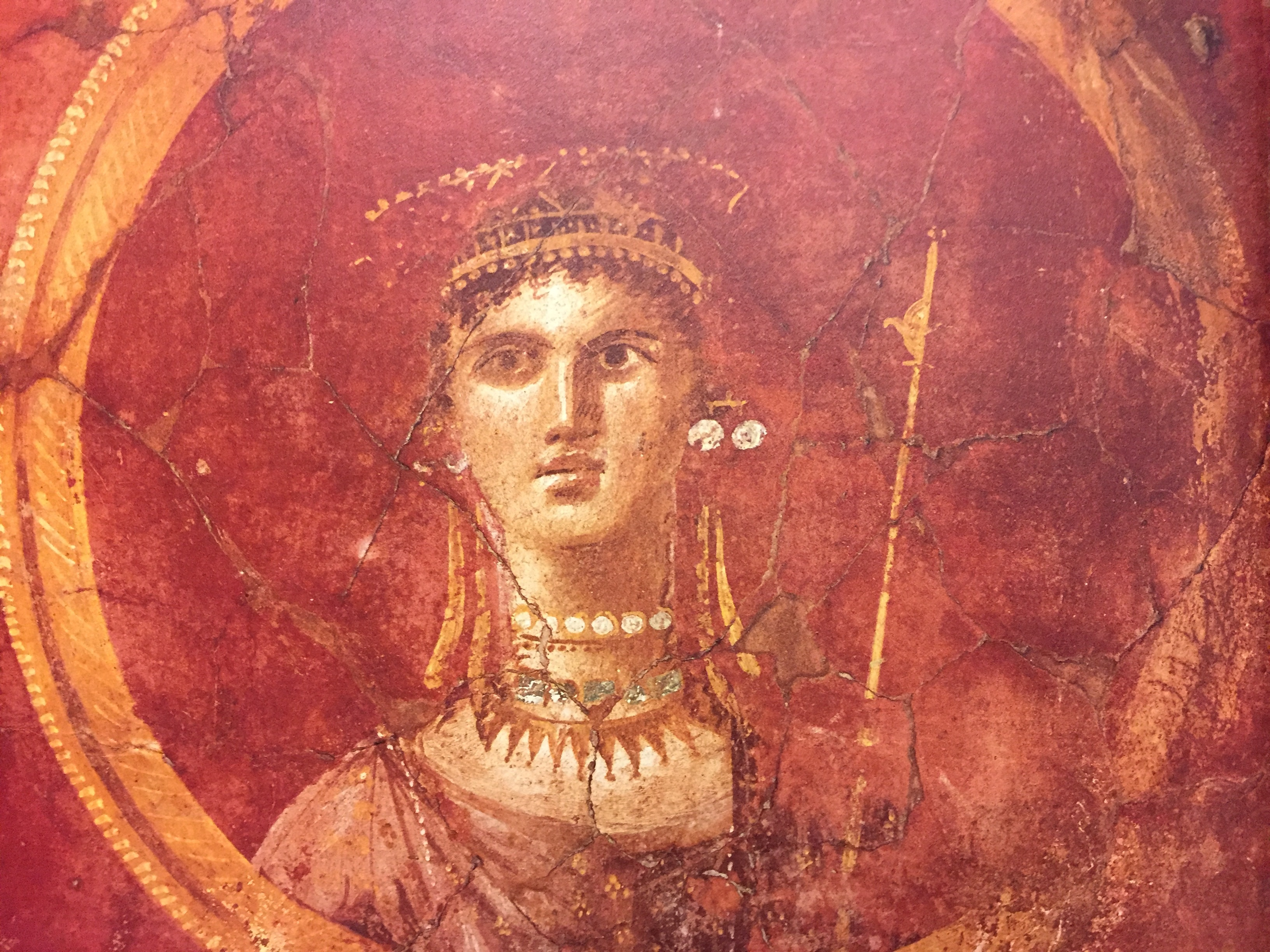
Медальон из Помпей, изображающий Венеру-Афродиту. Датируется I веком до н. э.

Культ Венеры был основан в Ардее и Лавинии (регион Лацио).
В 293 г. до н. э. был построен самый первый известный храм Венеры в городе Риме (в этом храме почиталась Венера Обсеквенс, а посвящён он был в ходе войны с самнитами, в 295 г. до н. э.; при этом, гораздо древнее считался храм Афродиты или Венеры Эриксинской, основанный на острове Сицилия, на горе Эрикс, согласно мифу, потомками беглых троянцев во-главе с Элимом или Эриксом (согласно варианту мифа, приводимому Диодором Сицилийским (IV 83), Эрикс был местным сицилийским царём), при участии прибывшего сюда со своим войском другого троянского беженца — Энея (Вергилий, «Энеида» V 759); также, известен общелатинский культ Венеры Фрутис, и в источниках упоминается храм Латинской федерации, посвящённый этой богине, и именуемый Фрутиналом (Paulus-Festus s. v. p. 80 L; Страбон V 3, 5), дата основания которого, впрочем, неясна), и 18 августа стал праздноваться фестиваль Vinalia Rustica.
В 215 г. до н. э. на Капитолии был построен храм Венеры в ознаменование поражения в битве у Тразименского озера во второй Пунической войне.

## Венера в искусстве

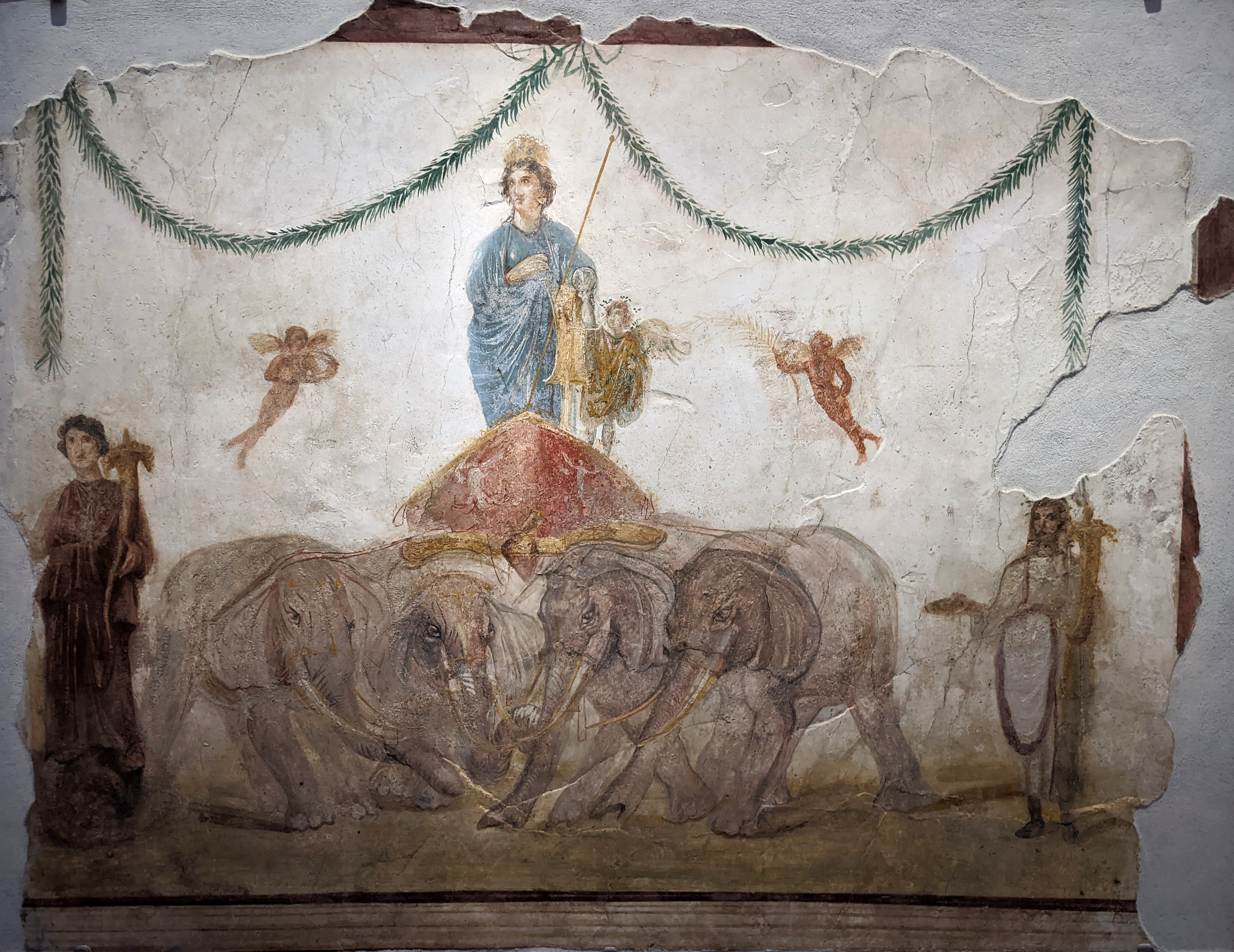
Венера верхом на квадриге слонов, фреска из Помпей, I век нашей эры

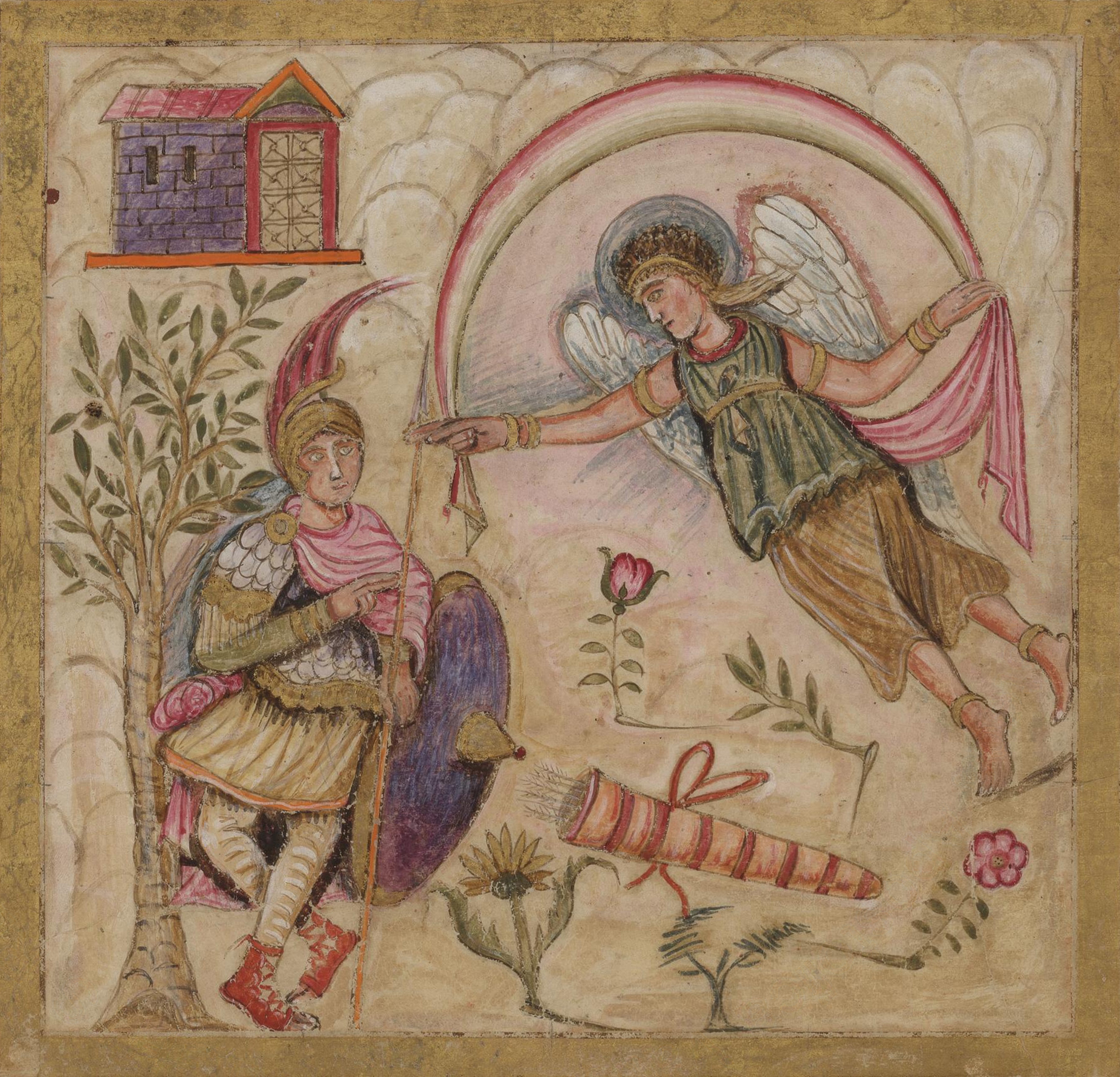
Венера, посещающая своего сына Энея. Миниатюра из рукописи Vergilius Romanus. V в. н. э.

В русской традиции принято использовать греческое имя богини любви — Афродита, пришедшее через Византию, в то время как подавляющее большинство западноевропейских художников, писателей и критиков придерживаются варианта Венера. Обобщённо два этих варианта можно рассматривать как синонимы.

### Венера в живописи
- Рождение Венеры. Боттичелли. 1485—1486 гг. Флоренция, Уффици
- Венера, разбуженная Купидоном. Доссо Досси. Около 1500 г.
- Венера Урбинская. Тициан. Около 1536 г. Флоренция, Уффици
- Спящая Венера. Джорджоне. 1508—1510 гг. Дрезден
- Венера и Марс. Паоло Веронезе. 1570-е гг. Метрополитен-музей
- Венера с зеркалом. Веласкес. 1657 г. Лондон, Национальная галерея
- Рождение Венеры. Адольф Бугро. 1879 г. Париж, Музей Орсе.
- Марс и Венера играют в шахматы. Падованино. 1530—1540 гг. Landesmuseum für Kunst und Kulturgeschichte Augusteum, Ольденбург.
- Венера Вертикордия. Россетти. 1864 г. Галерея и музей Рассел-Коутс, Борнмут.
- Рождение Венеры. Жан-Леон Жером. 1890 г. Частное собрание
- Венера, Фавн и путти. Никола Пуссен. 1630-е годы. Эрмитаж

### В кино
- 1961 — Похищение сабинянок (Il Ratto delle sabine) — худ. фильм, режиссёр — Ришар Поттье, Венеру играет Розанна Скьяффино.